# Schlacht von Elandslaagte
Kimberley – Talana Hill – Elandslaagte – Ladysmith – Modder River – Stormberg – Magersfontein – Colenso – Spion Kop – Vaal Krantz – Paardeberg – Tugela Heights – Sanna’s Post – Mafeking – Diamond Hill – Bergendal – Nooitgedacht – Blood River Poort – Bakenlaagte – Tweebosch – Rooiwal
Die Schlacht von Elandslaagte war eine Schlacht im Zweiten Burenkrieg. Sie war eine der wenigen Schlachten in diesem Konflikt, die von den Briten taktisch klar gewonnen wurde. Allerdings verloren die Briten ihren gerade errungenen Vorteil durch einen vorzeitigen Rückzug wieder.

## Vorgeschichte

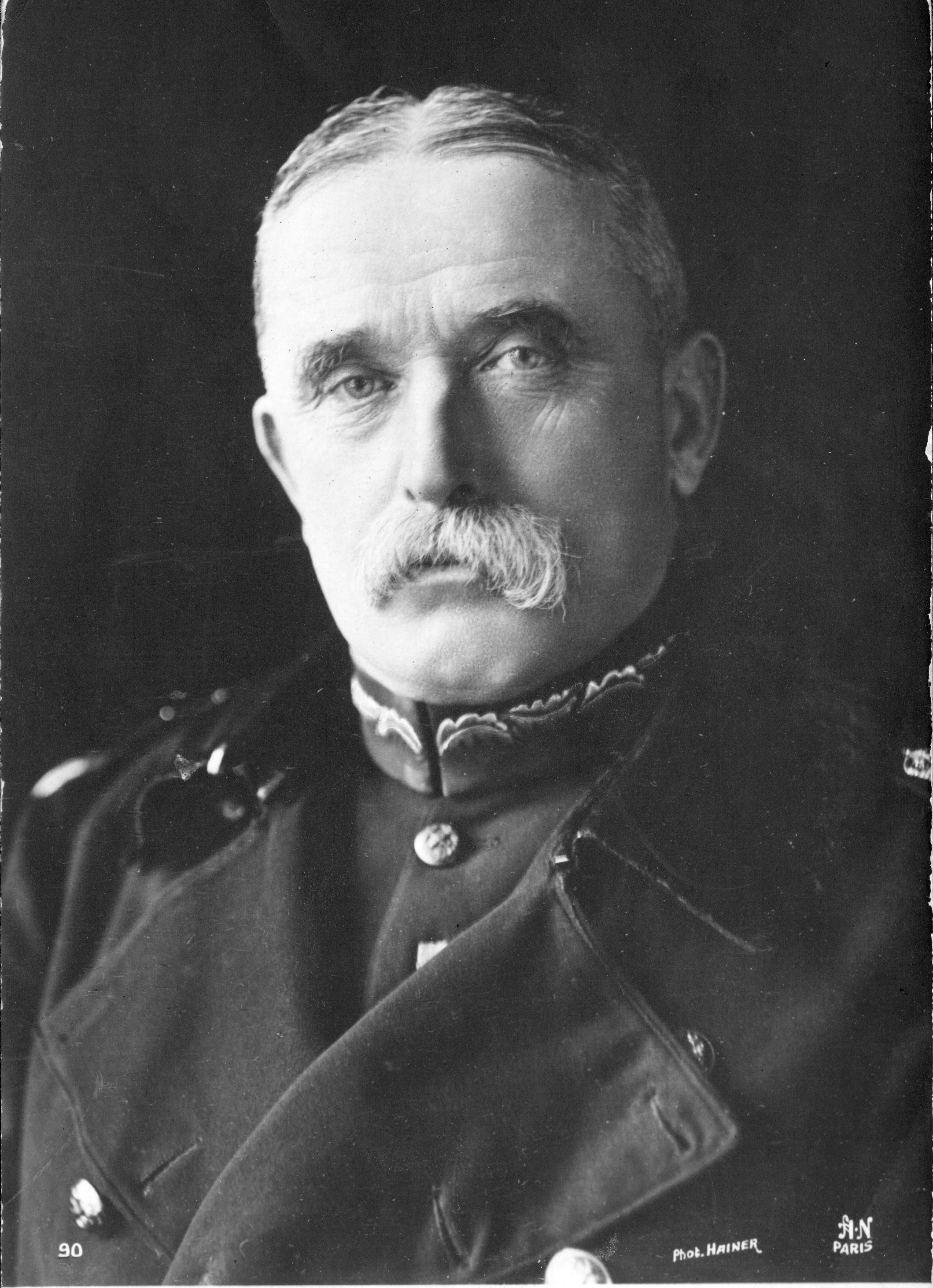
Major-General John French

Nachdem burische Soldaten in Natal eingefallen waren, besetzten sie unter General Kock am 19. Oktober 1899 die Eisenbahnstation Elandslaagte und unterbrachen so die Verbindung zwischen der Hauptmacht der britischen Armee in Ladysmith und ihrem Detachment in Dundee. Als die Briten bemerkten, dass die Telegraphenleitungen unterbrochen waren, sandte General White seinen Kavalleriekommandeur John French aus, um die Station zurückzuerobern.
Als French am Morgen des 21. Oktobers Elandslaagte erreichte, fand er dort starke burische Kräfte vor. Außerdem waren die Buren im Besitz von zwei Feldkanonen. French telegraphierte nach Ladysmith um Verstärkung, die kurz darauf eintraf.

## Die Schlacht
Während drei Batterien Feldgeschütze die burischen Stellungen beschossen und ein Infanteriebataillon in offener Ordnung die Buren frontal angriff, umgingen zwei weitere Bataillone und die abgesessene Imperial-Light-Horse-Kavallerie unter Colonel Ian Hamilton die linke Flanke der Buren. Der Himmel hatte sich schon die ganze Zeit lang bewölkt und als die Briten angriffen, brach ein Sturm los. Trotz schlechter Sicht, strömendem Regen und einigen Stacheldrahtverhauen gelang es den Briten bald, den Großteil der burischen Stellungen zu besetzen.
Als die ersten Buren sich schon zu ergeben begannen, führte General Kock einen Gegenangriff durch, der die Briten zunächst zurücktrieb. Hamilton gelang es jedoch, seine Truppen wieder zu sammeln und den Angriff zurückzuschlagen. General Kock wurde dabei schwer verwundet und geriet in Gefangenschaft, in der er am 31. Oktober 1899 starb.
Die verbliebenen Buren bestiegen ihre Pferde und versuchten, sich zurückzuziehen, wurden dabei aber von zwei Schwadronen britischer Kavallerie angegriffen. Dies war die einzige britische Kavallerieattacke im Burenkrieg.

## Nach der Schlacht
Der Rückzugsweg nach Ladysmith für das britische Detachment in Dundee wäre jetzt frei gewesen. General White befürchtete jedoch einen burischen Angriff auf Ladysmith und beorderte deshalb die Soldaten aus Elandslaagte zurück. Das Detachment in Dundee war daher in der Folge gezwungen, sich in einem anstrengenden Marsch querfeldein zurückzuziehen.

## Die Schlacht in der Literatur
- Die Schlacht wird im zweiten Teil des Romans Volk ohne Raum von Hans Grimm detailliert beschrieben (Seite 454–475). Darin nimmt die Hauptfigur Cornelius Friebott auf Seiten der Buren am Kampf teil und wird verwundet.
- In seiner Biografie „23 Jahre Sturm und Sonnenschein in Südafrika“ beschreibt Burenkommandant Adolf Schiel, der während der Schlacht verwundet wurde, seine Sicht des Kampfs. Verlag F.A. Brockhaus, Leipzig 1902, S. 413 ff.